# 2023年アフガニスタン・イラン軍事衝突
2023年アフガニスタン・イラン軍事衝突（2023ねんアフガニスタン・イランぐんじしょうとつ）は2023年5月27日にアフガニスタン・イラン国境沿いでアフガニスタンのタリバン軍とイラン国境警備隊が衝突した事件。

## 背景
イランとアフガニスタンの国境付近では、断続的に衝突が起きていた。イスラム教シーア派を国教とするイランは、アフガニスタンで昨年8月に発足したスンニ派のタリバン暫定政権を承認していない。
また、発生当時両国は国境付近のヘルマンド川の水量が減っている問題で、激しく対立していた。